# 卡拉干達州
卡拉干達州是哈薩克斯坦的一個州份。田吉茲湖和巴爾喀什湖分別位於州的西北角和東南角。面積428,000平方公里。人口1,341,800人。首府卡拉干達。這裡也有朮赤汗的陵寑。

## 交通
連接哈薩克首都阿斯塔納與舊首都阿拉木圖的長途鐵路途經此州。

## 外部連結
- 官方網站